# Championnats d'Afrique de karaté 2019
Navigation
Édition précédente Édition suivante
Les championnats d'Afrique de karaté 2019, dix-huitième édition des championnats d'Afrique de karaté, ont lieu du 12 au 14 juillet 2019 à Gaborone, au Botswana.

## Médaillés

### Hommes
| Épreuve           | Or | Argent | Bronze |
| ----------------- | --- | --- | --- |
| Kata              | Adnane Elhakimi | Ahmed Shawky | Mouad Ouites                                                                                                   |
| Kata              | Adnane Elhakimi | Ahmed Shawky | Ofentse Bakwadi                                                                                                |
| Kata par équipe   | Maroc Bilal Benkacem Mohammed El Hanni Adnane Elhakimi                                                                           | Égypte Ahmed Shawky Mohamed Hamdy Sayed Youssef Hammad                                                                    | Botswana Vincent Magalie Ofentse Bakwadi Boemo Ramasimong                                                      |
| Kata par équipe   | Maroc Bilal Benkacem Mohammed El Hanni Adnane Elhakimi                                                                           | Égypte Ahmed Shawky Mohamed Hamdy Sayed Youssef Hammad                                                                    | Algérie Abdelhakim Haoua Samir Lakrout Mouad Ouites                                                            |
| Kumite −60 kg     | Abdessalam Ameknassi | Malek Salama | Batlareng Shabane                                                                                              |
| Kumite −60 kg     | Abdessalam Ameknassi | Malek Salama | Saliou Diouf                                                                                                   |
| Kumite −67 kg     | Ali Elsawy | Jean-Marc Kollo Ndzomo | Abdelilah Boujidi                                                                                              |
| Kumite −67 kg     | Ali Elsawy | Jean-Marc Kollo Ndzomo | Lemogang Koolopile Tsaone                                                                                      |
| Kumite −75 kg     | Yassine Sekouri | Abdalla Mamduh Abdelaziz                                                                                                  | Etienne Martial Nonagni Bayomog                                                                                |
| Kumite −75 kg     | Yassine Sekouri | Abdalla Mamduh Abdelaziz                                                                                                  | Tyrone Carson Gray                                                                                             |
| Kumite −84 kg     | Thameur Slimani | Abdou Lahad Cisse | Kabongo Lumumba                                                                                                |
| Kumite −84 kg     | Thameur Slimani | Abdou Lahad Cisse | Anis Samy Brahimi                                                                                              |
| Kumite +84 kg     | Taha Tarek Mahmoud | Hocine Daikhi | Morgan Moss |
| Kumite +84 kg     | Taha Tarek Mahmoud | Hocine Daikhi | Mohamed El Bahry                                                                                               |
| Kumite par équipe | Égypte Abdelmonem Elsawy Magdy Mamdouh Hanafy Omar Hegazy Ali Elsawy Abdalla Mamduh Abdelaziz Mohamed Ramadan Taha Tarek Mahmoud | Algérie Mouad Achache Anis Samy Brahimi Hocine Daikhi Karim Belghini Yanis Lardjane Mohamed Faycel Bouakel Ramzi Haddeche | Maroc Abdelilah Boujdi Abdessalam Ameknassi Yassine Sekouri Leaie Benhenia Mohamed El Bahry Nabil Ech-Chaabi   |
| Kumite par équipe | Égypte Abdelmonem Elsawy Magdy Mamdouh Hanafy Omar Hegazy Ali Elsawy Abdalla Mamduh Abdelaziz Mohamed Ramadan Taha Tarek Mahmoud | Algérie Mouad Achache Anis Samy Brahimi Hocine Daikhi Karim Belghini Yanis Lardjane Mohamed Faycel Bouakel Ramzi Haddeche | Sénégal Mouhamed Diagne Moussa Ndoye Medoune Gaye Sarr Abdou Lahad Cissé Talla Konaté Fallou Beye Saliou Diouf |

### Femmes
| Épreuve           | Or                                                                | Argent                                                        | Bronze                                                                                         |
| ----------------- | ----------------------------------------------------------------- | ------------------------------------------------------------- | ---------------------------------------------------------------------------------------------- |
| Kata              | Sanae Agalmam                                                     | Sarah Sayed                                                   | Maxine Willemse                                                                                |
| Kata              | Sanae Agalmam                                                     | Sarah Sayed                                                   | Manal Kamilia Hadj Saïd                                                                        |
| Kata par équipe   | Maroc Sanae Agalmam Aya En-Nesyry Lamiae Bertali                  | Algérie Manal Kamilia Hadj Saïd Sara Hanouti Rayane Salakedji | Égypte Shahd Sedek Asmaa Mahmoud Aya Ismail                                                    |
| Kata par équipe   | Maroc Sanae Agalmam Aya En-Nesyry Lamiae Bertali                  | Algérie Manal Kamilia Hadj Saïd Sara Hanouti Rayane Salakedji | Botswana Entle Maungwa Centy Kgosikoma Lesego Masimola                                         |
| Kumite −50 kg     | Aicha Sayah                                                       | Radwa Sayed                                                   | Centy Kgosikoma                                                                                |
| Kumite −50 kg     | Aicha Sayah                                                       | Radwa Sayed                                                   | Imane Taleb                                                                                    |
| Kumite −55 kg     | Khawla Ouhammad                                                   | Widad Draou                                                   | Yassmin Attia                                                                                  |
| Kumite −55 kg     | Khawla Ouhammad                                                   | Widad Draou                                                   | Océanne Ganiero                                                                                |
| Kumite −61 kg     | Giana Lotfy                                                       | Chaima Midi                                                   | Btissam Sadini                                                                                 |
| Kumite −61 kg     | Giana Lotfy                                                       | Chaima Midi                                                   | Boutheina Hasnaoui                                                                             |
| Kumite −68 kg     | Maman Amina Dione                                                 | Lamya Matoub                                                  | Lethabo Sekano                                                                                 |
| Kumite −68 kg     | Maman Amina Dione                                                 | Lamya Matoub                                                  | Feryal Abdelaziz                                                                               |
| Kumite +68 kg     | Chehinez Jemi                                                     | Blandine Angama                                               | Menna Shaaban Okila                                                                            |
| Kumite +68 kg     | Chehinez Jemi                                                     | Blandine Angama                                               | Meghan Booyens                                                                                 |
| Kumite par équipe | Sénégal Maguette Mbaye Maman Amina Dione Magatte Seck Mariama Sow | Tunisie Boutheina Hasnaoui Chehinez Jemi Faten Aissa          | Algérie Lamya Matoub Widad Draou Chaima Midi Loubna Mekdas                                     |
| Kumite par équipe | Sénégal Maguette Mbaye Maman Amina Dione Magatte Seck Mariama Sow | Tunisie Boutheina Hasnaoui Chehinez Jemi Faten Aissa          | Cameroun Rosine Joelle Tchuako Blandine Angama Léa Claire Nana Noukella Sandrine Guiadan Kouam |